# Pupavci
Pupavci (lat. Upupidae) su šarene ptice koje se nalaze diljem Afrike, Azije i Europe, a poznate su po svojoj prepoznatljivoj "kresti" od perja. Priznate su tri žive i jedna izumrla vrsta, iako su dugi niz godina sve postojeće vrste bile grupirane u jednu vrstu — Upupa epops. Zapravo, neki taksonomisti još uvijek sve tri vrste smatraju istom vrstom. Neki znanstveni autoriteti afričku i euroazijsku vrstu smatraju jednom vrstom, ali madagaskarsku vrstu smatraju zasebnom. Pupavci su česti u svom području rasprostranjenosti i imaju veliku populaciju, pa su na Crvenom popisu ugroženih vrsta IUCN- a navedeni kao najmanje zabrinjavajući. Međutim, njihov broj u zapadnoj Europi opada. S druge strane, na vrhu južnog Sinaja, u Sharm el-Sheikhu je broj jedinki u porastu. Postoje deseci parova koji se gnijezde tijekom cijele godine.

## Taksonomija
Rod Upupa uveo je 1758. godine švedski prirodoslovac Carl Linnaeus u desetom izdanju svog Systema Naturae. Tipična vrsta je pupavac (Upupa epops). Upupa i ἔποψ (epops) su latinsko i starogrčko ime za pupavca; oba su, kao i engleski naziv, onomatopejski oblici koji oponašaju glasanje ptice.
Pupavci su svrstani u kladu Coraciiformes, koji također uključuje riječne vodomare, pčelarice i zlatovrane. Bliska veza između pupavaca i šumskih pupavaca također je podržana zajedničkom i jedinstvenom prirodom njihovih stremena. U Sibley-Ahlquistovoj taksonomiji, pupavci su odvojeni od Coraciiformes kao zaseban red, Upupiformes. Neki autoriteti također svrstavaju šumske pupavce u Upupiformes. Danas postoji konsenzus da i pupavci i šumski pupavci spadaju u kljunorožce u redu Bucerotiformes.
Fosilni zapisi pupavac vrlo su nepotpuni, a najraniji fosil potječe iz kvartara. Fosilni zapisi njihovih srodnika stariji su, s fosilnim šumskim pupavcima koji datiraju iz miocena i onima iz izumrle srodne obitelji, Messelirrisoridae, iz eocena.

## Vrste
Ranije smatrana jednom vrstom, pupavci su podijeljeni u tri odvojene vrste: (euroazijski) pupavac, madagaskarski pupavac i afrički pupavac. Jedna prihvaćena zasebna vrsta, svetohelenski pupavac, živjela je na otoku Sveta Helena, ali je izumrla u 16. stoljeću, vjerojatno zbog unesenih vrsta.
Rod Upupa uveo je Linnaeus u svom Systema naturae 1758. godine. Zatim je uključio tri druge vrste s dugim zakrivljenim kljunom:
- U. eremita (sada Geronticus eremita)
- U. pyrrhocorax (sada Pyrrhocorax pyrrhocorax)
- U. paradisea

Ranije se Alaemon alaudipes također smatrala članom ovog roda (kao Upupa alaudipes).

### Postojeće vrste
| Slika | Znanstveno ime  | Hrvatsko ime          | Rasprostranjenost |
| ----- | --------------- | --------------------- | --- |
|       | Upupa africana  | Afrički pupavac       | Južna Afrika, Lesoto, Esvatini, Namibija, Bocvana, Zimbabve, Mozambik, Angola, Zambija, Malavi, Tanzanija, Saudijska Arabija i južna polovica Demokratske Republike Kongo |
|       | Upupa epops     | Pupavac               | Europa, Azija, Sjeverna Afrika i sjeverna podsaharska Afrika |
|       | Upupa marginata | Madagaskarski pupavac | Madagaskar |

## Rasprostranjenost i stanište
Pupavci su široko rasprostranjeni u Europi, Aziji i sjevernoj Africi, subsaharskoj Africi i na Madagaskaru. Većina europskih i sjevernoazijskih ptica zimi migrira u tropske krajeve. Nasuprot tome, afrička populacija je sjedilačka tijekom cijele godine. Vrsta je bila skitnica na Aljasci; U. e. saturata je tamo zabilježen 1975. u delti Yukona Poznato je da se pupavci razmnožavaju sjeverno od svog europskog područja rasprostranjenosti, i u južnoj Engleskoj tijekom toplih, suhih ljeta koja daju obilje skakavaca i sličnih kukaca, iako je početkom 1980-ih sjevernoeuropska populacija bila u padu, vjerojatno zbog klimatskih promjena.
Pupavci ima dvaju osnovna uvjeta za svoje stanište: golo ili slabo obraslo tlo na kojem se hrani i okomite površine sa šupljinama (kao što su drveće, litice ili čak zidovi, gnijezda, stogovi sijena i napuštene jazbine) u kojima se gnijezde. Ovi zahtjevi mogu se zadovoljiti u širokom rasponu ekosustava, a kao posljedica toga, pupavac nastanjuje širok raspon staništa kao što su vrištine, šumovite stepe, savane i travnjaci, kao i šumski proplanci. Madagaskarska vrsta također koristi gušću primarnu šumu. Modifikacija prirodnih staništa od strane ljudi za razne poljoprivredne svrhe dovela je do toga da su pupavci postali česti u maslinicima, voćnjacima, vinogradima, parkovima i poljoprivrednim zemljištima, iako su rjeđi i sve ih je manje u područjima koja se intenzivno uzgajaju. Lov je problem za pupavce u južnoj Europi i Aziji.
U nekim regijama, poput Cejlona i Zapadne Ghate, pupovi se kreću sezonski kao odgovor na kišu. Ptice su viđene na velikim nadmorskim visinama tijekom migracije preko Himalaja. Jednu je na oko 6,400 m zabilježila prva ekspedicija na Mount Everest.

## Ponašanje i ekologija
U položaju za koji se dugo smatralo da je obrambeni položaj, pupavci se sunčaju raširenim krilima i repom nisko uz tlo i nagnuvši glavu prema gore; često sklope krila i spuste se do pola puta. Također uživaju u kupanju u prašini i pijesku. Odrasle jedinke mogu započeti mitarenje nakon sezone parenja i nastaviti nakon što su migrirale tijekom zime.

### Hrana i hranjenje
Prehrana pupavaca uglavnom se sastoji od kukaca, iako se ponekad hrane malim gmazovima, žabama i biljnim tvarima kao što su sjemenke i bobice. Usamljeni su lovci koji se obično hrane na tlu. Rijeđe će se hraniti u zraku, gdje ih snažna i zaobljena krila čine brzima i pokretljivima, u potjeri za brojnim kukcima koji se roje. Češće je njihov stil traženja hrane koračanje po relativno otvorenom tlu i povremeno zaustavljanje kako bi ispitali tlo cijelom dužinom svog kljuna. Ličinke kukaca, kukuljice i cvrčke krtice otkrivaju kljunom i izvlače ih ili iskopavaju snažnim nogama. Pupavci će se također hraniti kukcima na površini, pipati u hrpama lišća, pa čak i koristiti kljunom kao polugom za micanje velikog kamenja i ljuštenje kore. Uobičajene prehrambene namirnice uključuju cvrčke, skakavce, bube, uhovratke, cikade, mravlje lavove, kukce i mrave. Oni mogu biti u rasponu od 10 to 150 mm u duljinu, s preferiranom veličinom plijena od oko 20–30 mm. Veći plijen se udara o tlo ili željeni kamen kako bi se ubili i uklonili neprobavljivi dijelovi tijela poput krila i nogu.

## Razmnožavanje
Pupavci su monogamni, iako veza u paru navodno traje samo jednu sezonu. Oni su također teritorijalni. Mužjak se često glasa kako bi oglasio svoje vlasništvo nad teritorijem. Potjere i borbe između suparničkih mužjaka (a ponekad i ženki) uobičajene su i mogu biti brutalne. Ptice će pokušati ubosti suparnike svojim kljunovima, a jedinka može oslijepiti u borbi. Gnijezdo koje grade u rupi u drvetu ili zidu ima uski ulaz. Može biti bez podstava ili od sakupljenih raznovrsnih ostataka. Samo je ženka odgovorna za inkubaciju jaja. Veličina legla ovisi o lokaciji: ptice sjeverne polutke polažu više jaja od onih na južnoj polutki, a ptice na višim geografskim širinama imaju veće legla od onih bliže ekvatoru. U srednjoj i sjevernoj Europi i Aziji u gnijezdu bude oko 12, u tropima 4, a u suptropima 7. Jaja su okrugla i mliječno plava kad su položena, ali brzo se mijenjaju u sve prljavijem gnijezdu. Teška su 4.5 grama. U slučaju neuspjeha prvog gnijezda, moguće je drugo gniježđenje.
Pupavci imaju dobro razvijenu obranu od grabežljivaca u gnijezdu. Uropigijalna žlijezda ženke koja inkubira i grije brzo se modificira kako bi proizvela tekućinu neugodnog mirisa, a to rade i žlijezde mladunaca. Ove se izlučevine utrljavaju u perje. Smatra se da izlučevina, koja miriše na trulo meso, pomaže u odvraćanju grabežljivaca, kao i u odvraćanju parazita i možda djeluje kao antibakterijsko sredstvo. Izlučivanje prestaje ubrzo prije nego mladunci napuste gnijezdo. Od dobi od šest dana, mladunci također mogu usmjeravati mlaz izmeta na uljeze i siktat će na njih kao zmija. Mladunci također mogu udarati kljunom ili jednim krilom.
Razdoblje inkubacije vrste je između 15 i 18 dana, a tijekom tog vremena mužjak hrani ženku. Inkubacija počinje čim se snese prvo jaje, pa se ptići rađaju asinkrono. Ptići se izlegu prekriveni perjem. Oko trećeg do petog dana izrastu im perjanice koji će postati perje odrasle jedinke. Ženka koti ptiće između 9 i 14 dana. Ženka se kasnije pridružuje mužjaku u zadatku donošenja hrane. Mladi pernate za 26 do 29 dana i ostaju s roditeljima još oko tjedan dana.

## Galerija
- U. antaios
- U. e. marginata
- U. e. africana
- U. epops

## Vanjske poveznice
|  | Zajednički poslužitelj ima još gradiva o temi Upupidae |
|  | Wikivrste imaju podatke o taksonu Upupidae             |